# Melaloncha premordica
Melaloncha premordica är en tvåvingeart som beskrevs av Brown 2004. Melaloncha premordica ingår i släktet Melaloncha och familjen puckelflugor. Inga underarter finns listade i Catalogue of Life.